# Fodé Kouyaté
Djeli Fodé Kouyaté, né en 1964 à Kissidougou, dans la savane guinéenne, est un auteur compositeur, arrangeur et chanteur guinéen.

## Biographie
Il est né en 1964 à Kissifaramaya dans la préfecture de Kissidougou en République de Guinée, il est le neveu du griot guinéen Mory Kanté. 
Fodé est le descendant du Griot Balla Fasséké Kouyaté, l'un des contemporain de Soumangourou Kanté, Roi de Sosso. Il est né de l’union de Mama Kanté et de Djélyden Kabinet Kouyaté, une famille griotte. 
À 9 ans, il interprétait toutes les chansons de sa mère. Arrivé en 1976 à Conakry pour les études primaires, Fodé se démarquera sur le plan musical en 1978. 
Après le décès de sa mère Hadja Mama Kanté le 12 septembre 1982 à Medine en Arabie Saoudite, Fodé rejoint sa sœur à Fria pour une formation professionnelle à l’usine d’alumines de kimbo.

## Carrière Musicale
Fodé opta définitivement pour la musique et il arriva à créer une petite formation musicale dénommée les étoiles de kimbo.
En 1986, il rentre à Conakry. La même année il intègre un orchestre du nom d’atlantique mélodie au sein duquel il réussira à enregistrer quelques titres à la RTG.
En 1993,il décide d’évoluer en solo et il reussi à faire son premier enregistrement à la télévision nationale. À la suite de cela, la maison de production CDS production le decouvre . Il ira à Abidjan pour sa premiere experience et sort l’album Salatou le 02 decembre 1995.  Le 03 mai 1997 Fodé fait sont deuxième album kouroussaka et en décembre de la même année, il rend hommage au président guinéen Lansana Conté dans le titre sagesse.

### Engagement et thème musical
Le Djély de Kissifaramaya, comme il est appelé en Guinée, est connu pour ses chansons qui évoquent des thèmes populaires de la vie guinéenne. Depuis un bon moment, sa conscience et son engagement social et politique, ainsi que sa production artistique régulière ont incité le président sénégalais Abdoulaye Wade à le nommer ambassadeur honoraire itinérant de l’organisme panafricain Afrique-Aide-Afrique.

### Retour sur scène
Après avoir marqué de nombreuses générations à travers ses tubes : Tela et Photostar le légendaire Fodé Kouyaté égaye de nouveau ses fans avec la sortie d'un tout nouveau titre baptisé Abèta Ita.

## Tournée Nationale et internationale
Il s’est produit au Festival Nuits d’Afrique à Montréal au Canada en juillet 2002. 

## Prix et reconnaissances
- 2022 : Trophées d'excellence aux Victoires de la musique guinéenne,